# マジカルドロップ
『マジカルドロップ』は、データイーストが制作したアクションパズルゲームである。業務用コンピューターゲーム、家庭用テレビゲーム専用機、携帯電話で提供されるゲームに多数移植されている。1995年にアーケード版が登場、その後シリーズを重ねた。略称はマジドロ。
ロシアのRUSS社が1992年にMS-DOS用にリリースした『DROP-DROP』というゲームが原案である。2作目まではRUSS社からライセンス許諾を受けて開発され、タイトル画面にもRUSS社の名前がクレジットされている。しかし『DROP-DROP』はたとえば連鎖の概念がないなど、基本的な要素を除き本作とは別物となっていたことから、3作目以降はデータイーストが版権を吸収している。

## ルール

### 基本的なルール
- フィールドが横×縦の格子で構成されており、機種によってマス数は異なる。
- フィールドの一番下には「ピエロ[注釈 1]」と呼ばれるキャラクターがおり、パズルピース（本シリーズでは『ドロップ』と呼ばれる。以下ドロップと記述）を「すう」（キャラクターの手元に置く）「はく」（ドロップをフィールド上に再配置する）ことが出来る。プレイヤーはこのピエロを左右に操作する。
- 格子の1マスにつき、1個のドロップを置くことができる。ドロップは基本的に4色がある[2]。
- フィールドの上方からドロップが、定期間隔で横の段単位で迫り出してくる。3作目『マジカルドロップIII』以降は、時間を待たずに手動で迫り出させることもできる。
- プレイヤーは迫り出してくるドロップに対し、フィールド下のピエロと同じ縦の列にある対象のドロップを「すう」ことで、そのドロップをピエロに持たせることができる[2]。「すう」ドロップのすぐ上に、同じ色のドロップがある場合はそのドロップもまとめてピエロに持たせることができる（同じ色、種類のドロップならば何個でも可能）。
- ピエロが持っているドロップは、ピエロを左右に操作して、フィールドの各列に「はく」ことでピエロが持っているドロップ全てをフィールド上に戻す。
- ドロップを「はく」動作によって3つ以上の同じ色のドロップが縦の列に連なっている場合は、対象のドロップが消滅し得点となる。消したドロップと同じ色のドロップが周囲に連なっている場合は、それらのドロップもまとめて消すことができる[2]。
- ドロップが消滅すると、その下側に別のドロップがある場合は上の方向にシフトする。このとき、3つ以上の同じ色のドロップが縦の列に連なった場合は上の項目と同じようにそれらのドロップが消える。このとき「連鎖」が発生し、通常より高い得点がもらえる。これを「組み連鎖」という。
- ドロップが消滅している間に別のドロップを消せる状態にしても、連鎖が成立する。これを「後付け連鎖」という。
- なお、迫り出して来たドロップが予め同色で3つ以上縦に揃っているケースもあるが、この場合は自動的には消滅しない。
- ドロップがフィールドの最下段を超えてせり出した、あるいは手動でドロップを置いた場合はゲームオーバーとなる[2]。

### 対戦時のルール
- 対戦形式の場合、ドロップを消すと得点もしくは発生した連鎖数に比例した量のドロップを相手のフィールドに迫り出させる（シリーズや使用キャラクターにより迫り出させるドロップの数、種類、形式は異なる）[2]。
- ドロップがフィールドの最下段を超えて迫り出した、あるいは手動でドロップを置いた側が敗北となる。
- 決着は上記の条件の他にも、画面に設定されているノルマと同じ数のドロップを先に消したプレイヤーが勝利となる。

### ドロップの種類
シリーズによって登場するドロップの種類は異なるが、ここでは主なものを紹介する。
ノーマル玉
赤・青・黄色・緑の4色のドロップがあり、同じ色を3つ以上そろえると消える。
スペシャル玉
第1作『マジカルドロップ』の場合は、このドロップを3つ以上そろえて消すと、フィールド上にある同じ色のドロップが全て消える。
2作目『マジカルドロップ2』以降の場合は、同じ色のノーマル玉と混ぜて消すと、フィールドにある同じ色のドロップが全て消える。
3作目『マジカルドロップIII』以降は、同色のノーマル玉と混合して「すう」ことができるようになった。
氷玉
隣り合ったドロップが消えると、フィールド上にある氷玉が全てその色のノーマル玉に変わる。
色氷玉
隣り合ったドロップが消えると、フィールド上にある他の同種の色氷玉が全てその色のノーマル玉に変わる。
泡玉
他のドロップを「はく」でぶつけると、消える。当初は直接「すう」ことが出来なかったが、「とれたて増刊号」以降は直接「すう」ことでも消せるようになった。
虹玉
スペシャル玉のオールマイティ版。ノーマル玉などと混ぜて消すと、その消した色のスペシャル玉としてフィールドにある同じ色のドロップが全て消える。
炎玉
3作目『マジカルドロップIII』のアーケード版（およびネオジオ版・PS版のアーケードモード）のすごろくモードでのみ出現。連鎖をした数によってフィールド上に出現し、直接「すう」か他のドロップをぶつける事により取得でき、炎玉を集めた数によって進めるマスが決まる。炎は一定時間経つと消え、燃え尽きると氷玉に変化する（ゲームが進むにつれ、燃え尽きる時間が早くなる）。
メダル
3作目『マジカルドロップIII』のアレンジ版（SS版・PS版のスペシャルモード・Win95版）のすごろくモードのみ出現。連鎖をすると出現し、直接「すう」事によって集める事が出来る。メダルが少ないと進行に悪影響があったり、先に進むことができないマスが存在するため、積極的に稼ぐ必要がある。時間内にノルマを達成すると、以降はメダルと黄色のノーマル玉のみが出現し、時間切れになるまで稼ぐことが出来る。
矢印玉
矢印の方向のドロップを全て消す。
しずく玉
3作目アレンジ版のフールの落下パターンのみに出現するドロップ。ノーマル玉などと混ぜて消すと、ノーマル玉以外のドロップが全て消える。
連鎖玉
ドロップの表面に数字が書かれている。発生した連鎖数に応じて数字がカウントダウンしていき、ゼロになると周囲4方向のドロップとともに消滅する。消える周囲のドロップは、発生した連鎖に比例する。
3作目から登場したドロップだが、アーケード版とアレンジ版で形状が異なり、アーケード版は数字が書かれた石板、アレンジ版は数字が書かれた爆弾になっている。

### 各機種版による違い
- シリーズによって登場するドロップの種類が異なる。
- 4作目『マジカルドロップF』のみ、各操作キャラクターが有するアイテムを使用することで自身もしくは対戦相手のフィールドに何らかの影響を及ぼすことができる。
- 携帯電話用の『マジカルドロップONCE』は、「すう」「はく」の操作ボタンが同じである。

## シリーズ
多数のハードウェアによって様々なバージョンがリリースされた。
- ナンバリング作品（カッコ内は初出発売年と機種）
  - マジカルドロップ（1995年・アーケード）
  - マジカルドロップ2（1996年・アーケード）
  - マジカルドロップIII（1997年・アーケード）
  - マジカルドロップF 大冒険もラクじゃない!（1999年・PlayStation）
  - マジカルドロップV（2012年・Windows）
  - マジカルドロップVI（2023年・Windows/Nintendo Switch）
- その他作品

### マジカルドロップ
1995年6月にアーケードでリリースされた。同年9月に『マジカルドロップPLUS1!』というマイナーチェンジバージョンがリリース。1人でとことんプレイする「SOLO MODE!」が追加された。米国ではこのアーケード版『PLUS1!』が "DATA EAST'S CHAIN REACTION" のタイトルでリリースされた。タイトルが変更されたのは同作のみで、以降は欧米版も "MAGICAL DROP" 名義を使用している。
ストーリーモードは「フール」・「スター」・「デビル」・「チャリオット」・「ハイプリエステス」・「マジシャン」の6名のキャラクターから選べる。他のキャラクターを対戦で破り、最終ボスの「ワールド」に勝利すると、エンディングを観ることが出来る。対戦モードの他に、決められた操作回数以内にドロップを全て消す『パズルモード』が収録されている。

#### 移植版
家庭用移植版では、『PLUS1!』の「SOLO MODE!」に相当する「とことんモード」と、詰将棋のように指定された操作回数で画面上のドロップを全て消していく面クリア型の「かんがえモード」がオリジナルとして追加されている。
スーパーファミコン版
1995年10月20日発売。アーケード版にほぼ忠実な移植だが、解像度の関係でアーケード版とはフィールドのサイズが異なる。さらに、ノルマクリアのシステムが無く、ドロップを操作するキャラクターがピエロではなく、使用キャラのミニキャラになっている等の違いがある。ポップなタッチとかわいらしいキャラクター達の存在から、多くの女性ファンの支持を集めることに成功した。
- スーパーファミコン版はサテラビューで体験版の放送が行われた。
- 2007年5月29日よりWii バーチャルコンソールで配信。

セガサターン版
1995年12月15日発売。ゲームの内容自体はアーケード版と同一であり、PLUS1!のソロプレイに準じた「とことんモード」、詰将棋のような新規モードの「かんがえモード」が追加されている。ただ、キャラクターが全てオリジナルキャラに差し替えられておりグラフィックや演出もアーケード版とは大きく異なる。パッケージやデモは3Dポリゴンキャラで、ゲームプレイ中のグラフィックは2D絵という構成。一部のBGM、SE、ボイスはアーケード版の物を流用していた。
プレイステーション版（単体版）
1996年1月13日発売。内容はセガサターン版と同一で、オリジナルキャラクターに差し替えられている。
- 2002年11月28日にPlayStationで『Major Waveシリーズ アーケードヒッツ マジカルドロップ』というタイトルで、ハムスターが発売元、コナミが販売元として定価1,500円で再発売された。
- 2007年12月26日より、PlayStation Storeのゲームアーカイブスで単体版が配信されている（2012年8月に一旦配信終了したが、2014年10月より配信再開）。レイティングはCERO：A（全年齢対象）。

マジカルドロップIII＋ワンダホー!（プレイステーション版）
1999年2月25日発売。2枚組となっており、ディスク1枚目は後述の『マジカルドロップIII よくばり特大号!』の再録だが、2枚目がアーケード版『マジカルドロップPLUS1!』の移植版に「かんがえモード」に相当する「PUZZLE TRY!」が追加されたものとなっている。
- 2001年3月1日より、タイトーから再発売。パッケージの社名ロゴ、ゲーム内のロゴ以外は同一内容。

### マジカルドロップ2
1996年3月21日にアーケードのMulti Video Systemでリリースされた。
ドロップを消した時のタイミングが若干改善され、後付け連鎖が前作に比べて緩和されている。ドロップの種類が増え、その後のシリーズのルールの土台となっている。
ゲームモードは1人でプレイする「ひたすらモード」、CPUと対戦する「ストーリーモード」、前作のパズルモードをアレンジした「ひらめきモード」が収録。「ストーリーモード」や「たいせんモード」ではキャラクターを自由に選べるが、「ひたすらモード」と「ひらめきモード」では難易度によってキャラクターが決められている。
キャラクターデザインが前作から変更されている。前作の7名のキャラに加えて「ジャスティス」・「ストレングス」・「エンプレス」・「ブラックピエロ」の4名が追加。ストーリーモードの最終ボスは「エンプレス」だが、1度もミスせずにクリアすると隠しボスとして「ブラックピエロ」が出現する。

#### 移植版
スーパーファミコン版とセガサターン版のアレンジモードでは、プレイヤー同士で対戦する「たいせんモード」が追加されている。
ネオジオ版、ネオジオCD版
ネオジオ版は1996年4月19日発売、ネオジオCD版は同年5月24日発売。アーケード版に忠実な移植となっている。
スーパーファミコン版
1996年9月20日発売。データイースト最後のスーパーファミコンソフトでもある。前作同様、解像度の関係でフィールドのサイズが異なり、ドロップを操作するキャラクターが操作キャラのミニキャラになっている。一部の演出、BGMがアーケード版と異なる。また、アーケード版で使用できなかった「ブラックピエロ」が隠しコマンドにより使用可能となった。
- 1997年12月1日よりニンテンドウパワーでも書き換えサービスが行われていた。
- 2021年5月26日より『スーパーファミコン Nintendo Classics』にて配信開始。

スーパーファミコン版（文化放送スペシャルバージョン）
文化放送のラジオ番組『吉田照美のやる気MANMAN!』及び『斉藤一美のとんカツワイド』の視聴者プレゼント用として作られた特別バージョンであり、非売品。内容は隠しボスである「ブラックピエロ」が、「JOQRチーム（吉田照美/小俣雅子/斉藤一美）」に差し替えられている。それ以外は通常版と特に変わらない。
セガサターン版
1996年9月27日発売。アーケード版完全移植の「アーケードモード」と、アレンジ移植の「スペシャルモード」が選択出来る。
アケアカNEOGEO版
2017年6月15日にPlayStation 4とXbox One、2017年6月29日にNintendo Switch、2018年5月25日にMicrosoft Windows 10で配信。MVS版の移植。レイティングはCERO：A（全年齢対象）。

### マジカルドロップIII
1997年4月25日にアーケードのMulti Video Systemでリリースされた。タイトルロゴはローマ数字だが、移植・配信等の際にしばしばアラビア数字の『マジカルドロップ3』とも表記される。
ゲームシステムは『マジカルドロップ2』をベースに、更に調整が加えられている。プレイヤーが任意でフィールドをせり下げることが可能となり、後付け連鎖成立の判定も『2』に比べてさらに緩和されており、より後付け連鎖がしやすくなっている。またストーリー形式の「すごろくモード」が追加された。
キャラクターデザインは『マジカルドロップ2』を引き継ぎ、追加キャラクターとして「エンペラー」・「ハイエロファント」・「ラバーズ」・「ストレングス」・「デス」・「ジャッジメント」隠しキャラクターとして「フォーチュン」・「タワー」・「ハーミット」・「テンペランス」・「ムーン」・「ハングドマン」が登場。また、ゲーム中一定のスコアに達すると隠しボス「ブラックピエロ」が乱入してくる。これにより、タロットカードの「大アルカナ」に出てくるカードと同じ名前のキャラクターが出揃った。「ストレングス」のキャラクターは前作の筋肉質の大男から、ライダー版タロットカードのデザインに近い、少女とライオンのペアに変更。前作のストレングスは前述の少女の義父という設定で隠しキャラクターとして登場する。
「大アルカナ」をモチーフとした22名（+α）ものキャラクターが総出演しているが、攻撃パターンにはある程度の被りが見られる。攻撃パターンの一致しているキャラクターは少なくないが、各々相手へ送られる攻撃玉の色の比率や、自分フィールド上に出現するスペシャル玉の種類に違いが見られる。

#### 移植版
ネオジオ版
1997年4月25日発売。アーケード版に忠実な移植となっている。
マジカルドロップIII とれたて増刊号!（セガサターン版）
1997年6月20日発売。アーケード版から大幅にアレンジされ、各キャラクターの攻撃方法やスペシャル玉、エンディング等が一新されている。コメディの要素が強いアーケードに対し、こちらの世界観は非常にシリアスとなっている。全24キャラクターと対戦する「むずかしい」をクリアすると、本作のエンディングに加えてアーケード版のエンディングを見る事が出来る。また、アーケード版ではブラックピエロを使用することはできなかったが、本作ではブラックピエロをストーリーで倒すと使用可能となる。
- ゲーム雑誌『TECH SATURN』1997年9月号付録CDに収録の体験版は、同誌のマスコットキャラクター「32偶像サタンちゃん（さんにーアイドルサタンちゃん）」のみ特別ゲストのプレイヤーキャラクターとして使用できる、製品版には無いオリジナルストーリーとなっていた。

マジカルドロップIII よくばり特大号!（プレイステーション版）
1997年10月30日発売。コンビニ限定販売。アーケード版完全移植の「アーケードモード」と、セガサターン版『とれたて増大号!』をベースにしたアレンジ移植「スペシャルモード」を同時に収録している。これに加え、キャラクターの設定画、ラフデザイン画、ボイス、音楽などが鑑賞できる「おまけモード」が追加されている。但し、これらのモードを切り替えるには、一度ゲームをリセットする必要がある。
- 2009年12月9日より、PlayStation Storeのゲームアーカイブスで配信されている（2012年8月に一旦配信終了したが、2014年10月より配信再開）。レイティングはCERO：B（12才以上対象）。

マジカルドロップIII とれたて増刊号!（Windows版）
1998年11月27日発売。セガサターン版からの移植。
- 2000年12月22日にメディアカイトより廉価版『Ultra2000 マジカルドロップIII とれたて増刊号!』として再発売。
- 2002年8月9日にメディアカイトより廉価版『Wセレクション6 ぷよぷよ&マジカルドロップIII』としてカップリング発売。『ぷよぷよ for Windows95&98』が同時収録されている。

マジカルドロップIII＋ワンダホー!（プレイステーション版）
1999年2月25日発売。先述通り、上記の『よくばり特大号!』の再録ディスクに加え、『マジカルドロップPLUS1!』の移植ディスクを新たに追加して発売されたソフトである。初回封入特典として、キャラクターが描かれたタロットカード〔全22種〕がランダムで二枚付いてくる。
- 2001年3月1日より、タイトーから再発売。パッケージの社名ロゴ、ゲーム内のロゴが異なる以外は同一内容。

アケアカNEOGEO版
2018年2月22日にPlayStation 4、Xbox One、Nintendo Switch、2018年10月26日にWindows 10で配信。MVS版の移植。レイティングはCERO：A（全年齢対象）。

### マジカルドロップF 大冒険もラクじゃない!
1999年10月21日にPlayStationでリリースされた。2001年4月26日にはMajor Wave1500シリーズとしてハムスターが発売元、コナミが販売元で発売された。2008年4月17日より、PlayStation Storeのゲームアーカイブスで配信されている（2012年8月に一旦配信終了したが、2014年10月より配信再開）。レイティングはCERO：B（12才以上対象）。
「ジャスティス」「ラバーズ」を主人公としたRPG形式のストーリーをプレイできる。各キャラとのやり取りの中でマジカルドロップの対戦が行われる。ゲーム中で使用できるアイテムは、このRPG形式のストーリーをプレイしないと集めることができない。
「ブラックピエロ」を除いて3のキャラクターが全員登場しているが、デザインが大幅に変更され、一部のキャラクターの性格も変更されている。また前々作のストレングスに相当するキャラクターを「ストレングス」、前作のストレングスに相当するキャラクターは「ストレンコ」に改名された。ボイスは前作に比べて、有名声優が多く起用されている。ほかタロットカード由来で無い隠し新キャラクターとして、「バーンズ」が登場する。
各キャラクターは対戦時にアイテムを使用することができ、様々な効果を引き起こすことができる。その反面、ドロップの種類がやや簡素化された。アイテムを使用すると、フィールドに表示されるキャラクターが一定時間「変身」する（一部のキャラ除く）。

### マジカルドロップV
2012年11月16日にSteam（Microsoft Windows XP, Vista, 7, 8対応）で配信開始された。開発はGolgoth Studio、販売はIgnition Entertainment（いずれもフランスの会社）。2011年のE3にてWindows版『Magical Drop V』が発表された。
登場キャラクターはエンプレス、マジシャン、デビル、ジャスティス、スター、ワールド、チャリオット、デス、フール、フォーチュンの10名に加え、データイーストの未発売作品『ゴーストロップ』のキャラクターが登場。頭身はデフォルメされており、『2』や『3』のイラストに近い表現となっている。
日本語表示には対応しているものの若干不自然な表現があり、日本語設定の状態ではクラッシュしやすいという不具合がある。
『ゴーストロップ』のキャラクター使用時のみ、ゲームシステムが独自のものと変わる。
2020年7月28日をもってSteamストアでの販売が終了となった（体験版のみ継続）。既に所持している場合の再ダウンロードは可能。

### マジカルドロップVI
2023年4月25日にSteam、GOG.com（Windows 7以降）、Nintendo Switchで配信開始。開発はStorm Trident S.A.、Highball Games、販売はForever Entertainment S. A.（いずれもポーランドの会社）。
2024年6月14日にはPlayStation 4、PlayStation 5、Xbox One、Xbox Series X/Sでも配信開始。

### その他作品
マジカルドロップ ポケット
1999年6月24日にネオジオポケット（カラー対応）でリリースされた。システム的に『マジカルドロップIII』を踏襲している。
マジカルドロップ for ワンダースワン
1999年10月14日にワンダースワン（モノクロ）でリリースされた。『マジカルドロップF』がベースだが、変身のシステムが無い。
マジカルドロップ（欧米版）
2000年10月18日に欧米のゲームボーイカラーでリリースされた。日本国内では未発売。『マジカルドロップIII』がベース。
マジカルドロップゆるっと
2009年7月29日にニンテンドーDSiウェアでリリースされた。『ゆるゆるフレンズ』のキャラクターに置き換えたもので、「ゆるゆるゆるっと」というタロット占いモードもある。2012年11月30日をもって配信終了。
マジカルドロップ
2002年1月16日にiアプリでリリース。ハドソンが製作。
マジカルドロップONCE
2003年5月1日にVアプリとEZアプリ (Java)、2004年4月19日にiアプリでそれぞれリリース。サクセスが製作。
マジカルドロップDX
2004年10月12日リリース。版権がジー・モードに移行して、初めての独自タイトルのリリースとなる。iアプリ、Vアプリ、EZアプリ (Java)、EZアプリ (BREW)、CLUB AIR-EDGE用アプリでそれぞれリリース。
後にジー・モードが展開する「G-MODEアーカイブス」として、2020年10月8日にNintendo Switch、2021年8月24日にSteam向けに『G-MODEアーカイブス19 マジカルドロップDX』のタイトルで移植された。
マジカルドロップ
2005年2月10日リリース。ジー・モードが製作。内容は『マジカルドロップDX』を簡単にしたもので、iアプリ、Vアプリ、EZアプリ (Java)でそれぞれリリース。
マジカルドロップモンスターファーム5
2005年12月5日にiアプリでリリース。2005年10月に、テクモとジー・モードはテクモのゲームソフト『モンスターファーム』の共同プロジェクトを発表、その第一弾としてジー・モードが版権を持つマジカルドロップとタイアップ。上記『マジカルドロップDX』をベースに、テクモのゲーム『モンスターファーム5 サーカスキャラバン』のキャラクターへ置き換えたもの。『モンスターファーム5』発売に伴うプロモーション作品。
えこえこマジカルドロップ
2007年4月23日にiアプリでリリース。上記『マジカルドロップDX』をベースに、MMORPG『エミル・クロニクル・オンライン』のキャラクターへ置き換えたコラボ作品。
マジカルドロップ Touch
2009年5月15日にAndroid、同年9月10日よりiOSでリリース。ジー・モードが制作。スマートフォン向けにタッチ操作となっている。2012年3月に配信終了。
その他2006年8月3日より、ガンホー・オンライン・エンターテイメントが運営するウェブサイト「ガンホーゲームズ」にて、ガンホーID取得者限定ではあるがFlashゲームとして提供されていた。

## 登場キャラクター
基本的に登場キャラクターは、タロットカードの「大アルカナ」に出てくるカードと同じ名前のキャラクターとなっている。ただし、シリーズによってキャラデザインが大きく異なっており、また『マジカルドロップF』のようにキャラクター設定や性格も変更される場合もある。
また初代作『マジカルドロップ』のうち、セガサターン、PlayStation（単体版）でリリースされたものは3Dポリゴンのオリジナルキャラクターに差し替えられている。
キャラクターは一部を除きタロットカードの順番に従って並べている（<>内はカードの番号）。声優は特記が無い作品は、当時の社員が担当している。

### 初代マジカルドロップから登場
フール （THE FOOL）<0>
ピエロ風の服装を着た少年。片手には花を持っている。「あにょ〜ん」「ふみ〜ん」など判別不能な言葉をしゃべるが、本人はあまり深く考えていない。『2』以降のプレイヤーキャラとして登場するフールは彼の弟であり、自身は弟のエンディングやアニメーションにサブキャラクターとして登場している。
マジシャン （THE MAGICIAN）<1>
声 - 菊池亨 (1) 、千葉一伸  (2) 、長島雄一（3）、宮田始典（F) 、冨沢竜也 (VI)
赤いマントを羽織った魔術士。ナルシストでプライドが高く、ナンパ癖がある。
ハイプリエステス （THE HIGH PRIESTESS）<2>
声 - 水谷優子 (F)
真面目で高飛車な聖職者。フールの言葉の研究に熱心になるあまり、フールを追いかけ回している。
チャリオット （THE CHARIOT）<7>
声 - 檜山修之 (2) 、子安武人（3）、荻原秀樹（F）、矢野正明（VI）
銀の鎧兜と赤いマントを着た熱血漢。兜のライオンの飾りは本人の気持ちとシンクロしているらしい。『F』では『3』までつけていた兜の代わりにヘッドギアを着用。
初代のスタッフロールでは、声の担当者が「MIZUHIMA YU」（ミズヒマ　ユウ）名義でクレジットされているが、これは水島裕に似た声を持つ当時の社員である。
デビル （THE DEVIL）<15>
声 - 松井菜桜子（F）、藤川マサミ（VI）
頭から角を生やし、緑色の服を着た悪魔の子供。イタズラ好きでお調子者だが、泣き虫でもある。2』以降は、エンプレスの子分として悪事を働く。
スター （THE STAR）<17>
声 - 堀江由衣（F）、深田愛衣 (VI)
ギャル風の女の子。両手には水が延々と流れ出る水がめを持っている。歌う事が好きだがものすごい音痴であり（本人は意識していない）、ストレングス以外のキャラからは批判されている。『F』ではコンサートを開こうとするが、マジカルランド住人の反発にあう。
ワールド （THE WORLD）<21>
声 - こおろぎさとみ（F）、宮澤はるな（VI）
額にある「第三の目」でマジカルランド全体を見張っている女神。ほぼ全裸で、体の周りに浮遊する長い布で胸と下半身を覆っている。オバサン扱いされることを極度に嫌う。『初代』ではラスボスとして登場。『F』では布の代わりにシースルーの衣装を着ており、露出度が下がっている。女神であるがゆえ、変身はしない。

### マジカルドロップ2から登場
フール （THE FOOL）<0>
声 - 好田晶 (F)  、藤川マサミ（VI）
『初代』に登場したフールの弟。いつも鼻水をたらしている。「あにょ〜ん」「ふみ〜ん」など判別不能な言葉をしゃべるのは兄と同じ。
猫（サブキャラクター）
声 - 堀江由衣（F）
フールがいつも抱えている、白い猫。フールと同じく、鼻水をたらしている。
エンプレス （THE EMPRESS）<3>
声 - 折笠愛（F）、宮澤はるな（VI）
SM風の女王様。もともとはやさしい女帝だったが、ブラックピエロによって悪の心を持ってしまった。黒い鞭を持ち、デビルとストレングスを手下に従えて悪事を働いている。『2』ではラスボスとして登場。『2』のエンディング、3の勝利アニメーション、Fの変身時などに元の女帝の姿に戻る。
ストレングス （STRENGTH）<8>
声 - 山口健（F）、斉藤次郎 (VI)
上半身裸でマッチョでスキンヘッドの男性。いかつい外見とは正反対のやさしい性格。しかしエンプレスに気に入られ、悪事を働かされる羽目になる。猫が好きであり、フールが抱いている猫を欲しがった事がある。スターの歌をなぜか好んでいるが、彼女からは怖がられている。『3』以降はストレンコの義理の父親として登場しており、『3』では娘の敵討ちとして勝負を挑んでくる事がある（アレンジ移植版のふつうレベルでは、負けても次に進める）。
ジャスティス （JUSTICE）<11>
声 - 水谷優子（F）、藤川マサミ（VI）
大剣・ジャスティスブレイドを背負い、白い防具をつけた金色のポニーテールの活発な女の子。一人称は「ボク」。正義感が強い。チャリオットとはかつて一緒に特訓をした仲。『F』ではヒロインとして登場する。
ブラックピエロ
声 - 宮澤はるな（VI）
エンプレスを悪に目覚めさせた黒いピエロ。世界征服を企んでいるが、ワールドに踏みつぶされる、ドロップをピーナッツギャルズに横取りされる、フールの猫に食べられるなど、災難に遭う事が多い。『2』では真のラスボスであり、ノーミスでクリアすると彼と対戦する。『3』では条件を満たすと、中ボスとして出現する（アレンジ移植版のふつうレベルでは、負けても次に進める）。『2』の文化放送バージョンや『F』には登場しない。
ピーナッツギャルズ（サブキャラクター）
ブラックピエロの仲間で、赤い服を着た3人組。『2』ではブラックピエロを出現させてクリアした際に、スタッフロールで登場する（SFC版除く）。『3』ではブラックピエロの連鎖アニメーションやエンディングに登場。
JOQRチーム
声 - 吉田照美、小俣雅子、斉藤一美
スーパーファミコン版の文化放送スペシャルバージョンのみに登場するゲストキャラクターで、当時の文化放送のアナウンサー3人組。通常版のブラックピエロの差し替わりで登場しており、このバージョンでノーミスクリアすれば彼らと対戦できる。独自のエンディングは存在しない。

### マジカルドロップ3から登場
エンペラー （THE EMPEROR）<4>
声 - 立木文彦（3）、西原K太（F）、斉藤次郎 (VI)
ハイエロファントを溺愛するオカマの中年男性。『F』では外見が大幅に変わっている。
ハイエロファント （THE HIEROPHANT）<5>
声 - 子安武人（3）、真柴摩利（F)   、冨沢竜也 (VI)
真面目で心やさしい青年。女性キャラ（ハイプリエステス、テンペランス、ムーンなど）からの人気が高い。エンペラーに溺愛されているが、彼はただの友達だと思っている。『F』では気が弱い性格になっている。
ラバーズ （THE LOVERS）<6>
声 - 池澤春菜（3）、こおろぎさとみ（F）、藤川マサミ（VI）
ブタの上に乗った幼女。ブタの正体は魔法で姿を変えられてしまったボーイフレンド。ドロップの力で1度だけ本来の少年の姿に戻した事があったが、彼女はブタの方がいいと言ってすぐ元に戻した。『F』ではもう1人のヒロインとして、若干成長した姿で登場。
ストレンコ
声 - 大沢つむぎ（3）、折笠愛（F)  、藤川マサミ（VI）
ライオンのガオガオと一緒に捨てられていた所をストレングスに拾われた、ボーイッシュな少女。したがって、血縁はないがストレングスの娘ということになっている。ラバーズと仲が良い。『3』・『VI』では父親と同じストレングスという名前だったが、『F』では父親と区別のためストレンコに変更された。
ハーミット （THE HERMIT）<9>
声 - 立木文彦（3）、うすいたかやす（F）
白いひげを生やした老人。よく腰を痛める。武術の達人でチャリオットとジャスティスの師匠でもある。ムーンに一目惚れし、ドロップの力で若返って彼女にナンパした事があったが、あっさりフラれている。『3』では隠しキャラ。
フォーチュン （WHEEL OF FORTUNE）<10>
声 - 冨永みーな（3）、松井菜桜子（F）、宮澤はるな（VI）
数多くの輪を身に付けた女性。時間や運命を操る魔力を持つ。フールが苦手。『3』と『F』のラスボス。
ハングドマン （THE HANGED MAN）<12>
声 - 子安武人（3）、山口健（F）、矢野正明（VI）
常に逆さまに吊るされている青年。なぜ吊るされているかは不明だが、どこか性格が天邪鬼。『3』では隠しキャラ。
デス （DEATH）<13>
声 - 池澤春菜（3）、徳光由香（F）、宮澤はるな（VI）
ドクロ印の大きな首輪をつけ、大きな鎌を肩にかける女の死神。ジャスティスの宿敵。
テンペランス （TEMPERANCE）<14>
声 - 冨永みーな（3）、徳光由香（F）、宮澤はるな（VI）
おっとりした女の子。両手に持った壺の間には水が流れている。昼寝が大好き。ハイエロファントに密かに思いを寄せている。『3』では隠しキャラ。『F』ではおっとりとした性格とは対照的に、色気のある胸の露出度の高い衣装を着用している。また、変身すると活発的になる。
タワー （THE TOWER）<16>
声 - 荻原秀樹（F）
フォーチュンによって操られた大きな塔。『3』では中ボスとして登場する。
ムーン （THE MOON）<18>
声 - 大沢つむぎ（3）、逸美奈々子（F）、宮澤はるな（VI）
ギャル語を話す、おしゃれ好きの女の子。額に三日月のマークが描かれている。『3』では隠しキャラ。
サン （THE SUN）<19>
声 - 大沢つむぎ（3）、真柴摩利（F）、藤川マサミ（VI）
常に笑顔の太陽の赤ん坊。燃えない繊維でできたおむつをはいている。普段はワールドが面倒を見ている。
ジャッジメント （JUDGEMENT）<20>
声 - 冨永みーな（3）、川上とも子（F）
ボーイッシュで活発的な女の子。顔にはそばかすがあり、関西弁を話す。ラッパを持ち歩いており、時折吹いている。
32偶像サタンちゃん
声 - 三石琴乃
セガサターン版『とれたて増刊号』の体験版のみに登場する、プレイヤー専用のゲストキャラクター。

### マジカルドロップF・大冒険もラクじゃない!から登場
バーンズ
声 - うすいたかやす
火の術を使う忍者。タロットカードには登場しないオリジナルキャラクターで、ある条件を満たすことで使えるようになる。変身はしない。

### セガサターン版・プレイステーション版マジカルドロップのみ登場
セガサターン版・プレイステーション版初代『マジカルドロップ』では、従来と全く異なり、タロットカードと無関係のオリジナルキャラクターに差し替えられている。
ハミルトン
細かいことは気にしない性格のスケボー大好き少年。
ミント
花や動物が好きなしっかり者の女の子。怒らせると怖い。声はアーケード版のスターのものを流用。
ワリリン
いたずら好きの小悪魔。実は淋しがり屋らしい。声はアーケード版のデビルのものを流用。
ハープ
ボーイッシュだが優しい女の子。ハープが大好き。声はアーケード版のハイプリエステスのものを一部流用。
ミッチェル
他のキャラクターよりもはるかに背の高い、西洋風の甲冑を着た戦士。女性には弱いらしい。兜のせいで目と鼻は見えない。
シケ&モク
謎の二人組。その正体はマジカルドロップの不思議を探っている探求者。
イザベラ・R
ラスボス。マジカルランドを統べる女神。しかし、怖い顔のせいか皆には怖がられている。声はアーケード版のワールドのものを流用。

### マジカルドロップモンスターファーム5のみ登場
携帯電話用アプリ『マジカルドロップモンスターファーム5』は、テクモとモンスターファームシリーズのプロモーションのために合同プロジェクトとしてリリースされたもので、いずれも『モンスターファーム5 サーカスキャラバン』の登場キャラクターとなっている。
ジュリオ
『モンスターファーム5』の主人公の少年。モンスター飼育担当で、モンスター育成のプロブリーダーになる日を夢見ている。
ナユタ
ジュリオのサーカス団に強引に加わった少女。その出自に隠された秘密は、彼女のもつ不思議な能力と無縁ではない。
ティコ
狼のような姿の少年。人一倍甘えんぼうで懐っこい。
ゴフレ
巨体と怪力に似合わない気の弱い男。大道芸人として放浪の末、サーカス団の一員となる。
モッチー
ペタペタでモチモチした肌をもつモンスター。初心者のブリーダーにも扱いやすい。
スエゾー
巨大な目をもつモンスター。関西弁で話す。

## 訴訟
1997年にフェイスより、『マネーアイドルエクスチェンジャー』というゲームがアーケードでリリースされた（のちにPlayStation、ゲームボーイなどへも移植）。
この作品は、フィールド上方から迫り出すコイン（1円玉などの日本の通貨）を取ってぶつけて、両替（例えば1円玉を5枚以上つなげると5円玉になる）を繰り返すことで、大きな連鎖を狙っていくという、本作『マジカルドロップ』のようなアクションパズル要素と、富士通パソコンシステムズの落ち物パズル『もうぢや』のルールを組み合わせた内容のパズルゲームとなっている。
データイーストは、この作品に対し、『マジカルドロップ』への著作権侵害として開発元のフェイスを相手に訴訟を起こしたが、フェイスはその後まもなく倒産した。

## 年表
- 1995年6月 - アーケードで『マジカルドロップ』登場。
- 1995年9月 - アーケードでマイナーチェンジバージョンの『マジカルドロップPLUS1!』登場。
- 1995年10月 - スーパーファミコンで『マジカルドロップ』発売、のちにセガサターン、PlayStationにも移植（PlayStationでの発売は翌年）。
- 1996年3月 - アーケードとして『マジカルドロップ2』登場。
- 1996年4月 - ネオジオで『マジカルドロップ2』発売、のちにネオジオCD、スーパーファミコン、セガサターンにも移植。
- 1997年2月 - アーケードで『マジカルドロップIII』登場。
- 1997年4月 - ネオジオで『マジカルドロップIII』発売、のちにタイトル及び内容を一部変えてセガサターン、PlayStation、Windowsにも移植。
- 1999年6月 - ネオジオポケットで『マジカルドロップ ポケット』発売。
- 1999年10月 - ワンダースワンで『マジカルドロップ for ワンダースワン』発売。
- 1999年10月 - PlayStationで『マジカルドロップF・大冒険もラクじゃない!』発売。
- 2002年1月 - ハドソンによりiアプリ向けのサービスとして『マジカルドロップ』の配信開始。
- 2003年5月 - サクセス、Vアプリ向けのサービスとして『マジカルドロップONCE』の配信開始、のちにEZアプリ (Java)、iアプリ向けにも配信（iアプリ向けの配信は翌年）。
- 2004年 - ジー・モードがデータイーストのゲームライセンスを取得する。
- 2004年10月12日 - ジー・モードによりiアプリ向けのサービスとして『マジカルドロップDX』の配信開始。
- 2005年2月10日 - ジー・モードによりiアプリ向けのサービスとして『マジカルドロップ』の配信開始。
- 2007年5月29日 - ジー・モードによりWii バーチャルコンソール（スーパーファミコン）版『マジカルドロップ』の配信開始。
- 2007年12月26日 - ハムスターによりゲームアーカイブス版『アーケードヒッツ マジカルドロップ』の配信開始。
- 2008年4月17日 - ハムスターによりゲームアーカイブス版『マジカルドロップF 大冒険もラクじゃない!』の配信開始。
- 2009年5月15日 - ジー・モードよりAndroid版『マジカルドロップ Touch』の配信開始、のちにiOS向けにも配信。
- 2009年7月29日 - ジー・モードによりニンテンドーDSiウェアとして『マジカルドロップゆるっと』の配信開始。
- 2009年12月9日 - ハムスターによりゲームアーカイブス版『マジカルドロップIII よくばり特大号!』の配信開始。
- 2010年5月25日 - D4エンタープライズによりWii バーチャルコンソール（ネオジオ）版『マジカルドロップ2』の配信開始。
- 2010年7月6日 - D4エンタープライズによりWii バーチャルコンソール（ネオジオ）版『マジカルドロップIII』の配信開始。
- 2011年6月1日 - D4エンタープライズによりプロジェクトEGG版『マジカルドロップ2』の配信開始。
- 2011年9月27日 - D4エンタープライズによりプロジェクトEGG版『マジカルドロップIII』の配信開始。
- 2012年3月 - Android、iOS版『マジカルドロップ Touch』が配信停止。
- 2012年8月22日 - ハムスターより配信されていたゲームアーカイブス版『アーケードヒッツ マジカルドロップ』『マジカルドロップF 大冒険もラクじゃない!』『マジカルドロップIII よくばり特大号!』が一時配信停止。
- 2012年11月16日 - SteamにてUTV Ignition EntertainmentよりWindows版『Magical Drop V』の配信開始。
- 2012年11月30日 - DSiウェア版『マジカルドロップゆるっと』が配信停止。
- 2014年10月22日 - ハムスターよりゲームアーカイブス版の上記3本が配信再開。
- 2017年6月15日 - ハムスターよりアケアカNEOGEOの1作品として、PlayStation 4とXbox Oneにて『マジカルドロップ2』の配信開始。
- 2017年6月29日 - ハムスターよりアケアカNEOGEOの1作品として、Nintendo Switchにて『マジカルドロップ2』の配信開始。
- 2018年2月22日 - ハムスターよりアケアカNEOGEOの1作品として、PlayStation 4、Xbox One、Nintendo Switchにて『マジカルドロップIII』の配信開始。
- 2020年7月28日 - Steam版『Magical Drop V』が配信停止。
- 2020年10月8日 - ジー・モードよりG-MODEアーカイブス第19弾ソフトとしてNintendo Switch版『マジカルドロップDX』が配信。のちにSteam版も配信。
- 2021年5月26日 - 『スーパーファミコン Nintendo Switch Online』にて、スーパーファミコン版『マジカルドロップ2』の配信開始。
- 2021年8月24日 - ジー・モードよりG-MODEアーカイブス第19弾ソフトとしてSteam版『マジカルドロップDX』が配信。
- 2023年4月25日 - Steam、GOG.com、Nintendo Switchにて『マジカルドロップVI』の配信開始。
- 2024年6月14日 - PlayStation 4、PlayStation 5、Xbox One、Xbox Series X/Sにて『マジカルドロップVI』の配信開始。